# Mare di Bellingshausen

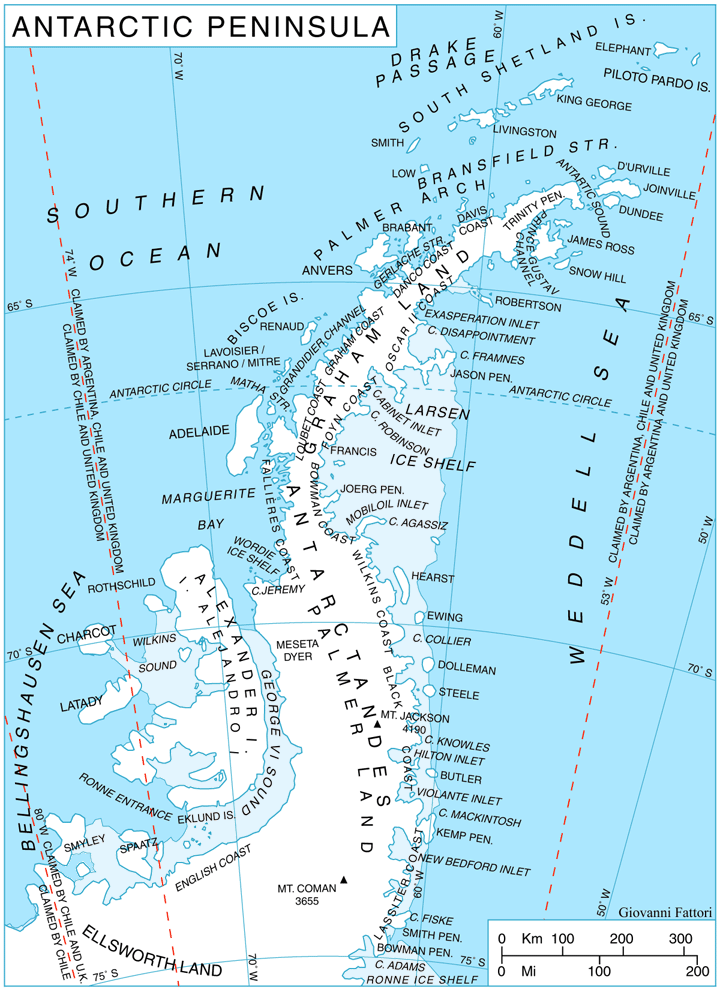
Il mare di Bellingshausen è in basso a sinistra

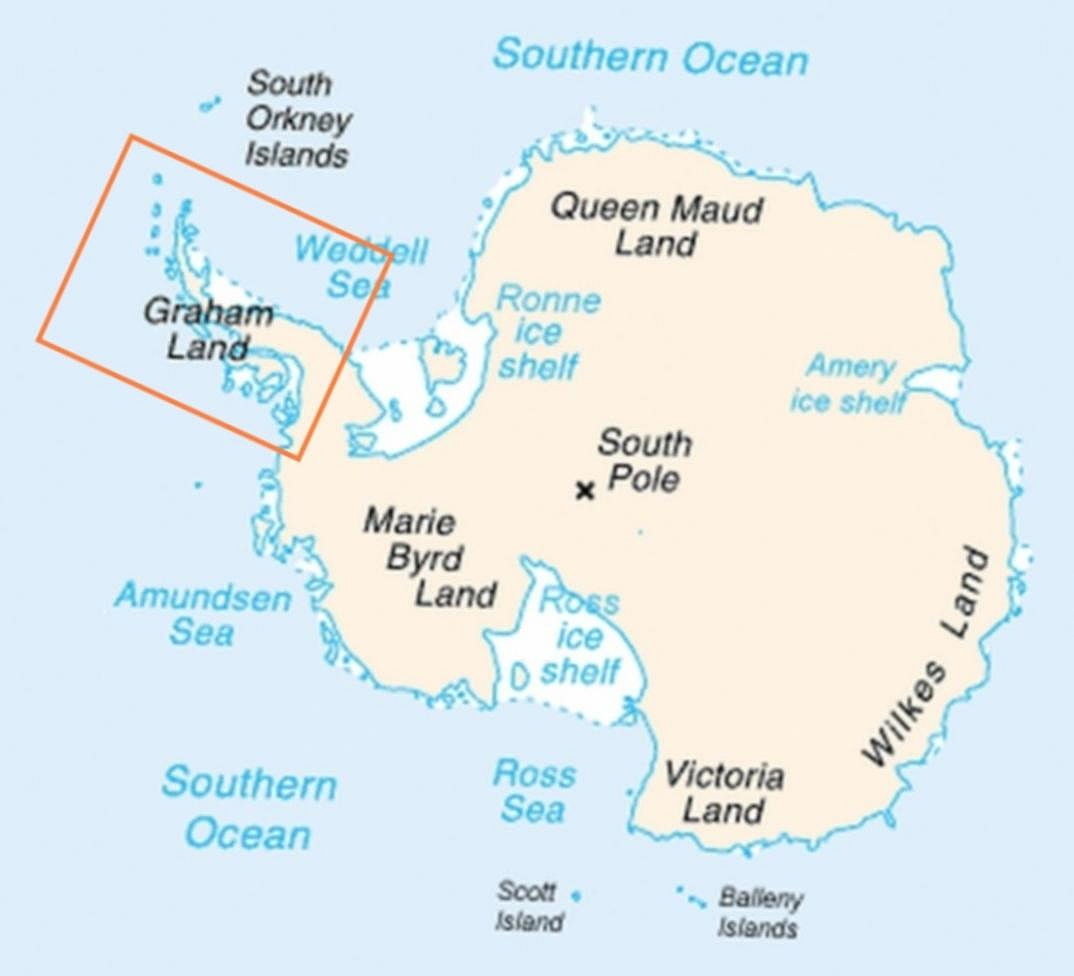
Posizione della Penisola Antartica nell'Antartide.

Il mare di Bellingshausen è un tratto di mare situato al largo della parte occidentale della Penisola Antartica tra l'isola di Alessandro I e l'isola di Thurston.
Il nome deriva da quello dell'ammiraglio russo Fabian Gottlieb von Bellingshausen che esplorò l'area nel 1821. Dal nome dell'ammiraglio russo deriva anche la denominazione della piana di Bellingshausen, una piana abissale che corre parallela alla scarpata continentale.  
Fu nei ghiacci di questo mare che rimase intrappolata, dal 28 febbraio 1898 fino al 14 marzo 1899, la nave Belgica con la quale l'esploratore Adrien de Gerlache condusse la prima spedizione invernale in Antartide.